# 型紙
型紙（かたがみ）とは、型として切った紙のこと。染色、洋裁、手芸などで用いられる。

## 概説
型紙は、いくつかのタイプがあり、たとえば以下のようなものがある。
- 型染めに使う模様を彫りぬいた紙[2]。
- 洋服作り等で必要な形の布革などを得るために、その形を紙の上に線で描いたもの。あるいは、線を引いたうえで、その形に切り抜いた紙のこと。
- "何か"を作るための「型」（原型）となる、切り抜かれた紙のこと。その型紙を材料に押し当てて、型紙の周囲をペン・鉛筆・鉄筆 等でなぞることで、得ようとしている形の線を、材料の上に引くことができる。様々な加工、工作で用いられている。

## 染色用型紙

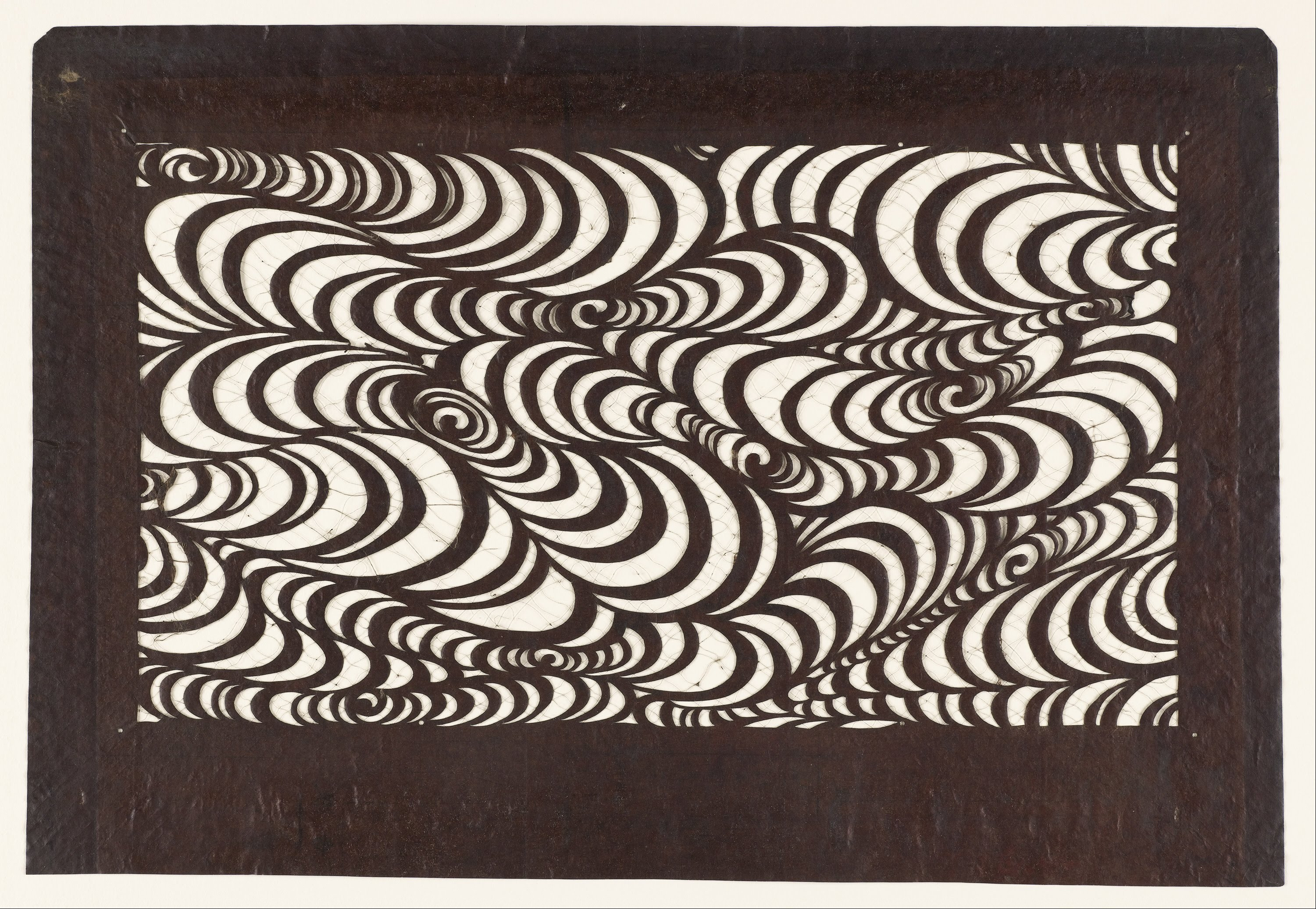
流水文の型紙（クーパー・ヒューイット国立デザイン博物館所蔵）

染色（型染め）用の型紙は、油や柿渋などで加工した紙に文様を彫り抜き、染料や防染糊を捺染したり、注染したりするのに用いる。中国や日本、琉球などで盛んに用いられた。
特に伊勢型紙は文様の美しさから型紙そのものが珍重され、西洋でも「カタガミ」と呼ばれ収集された。

## 洋裁用型紙

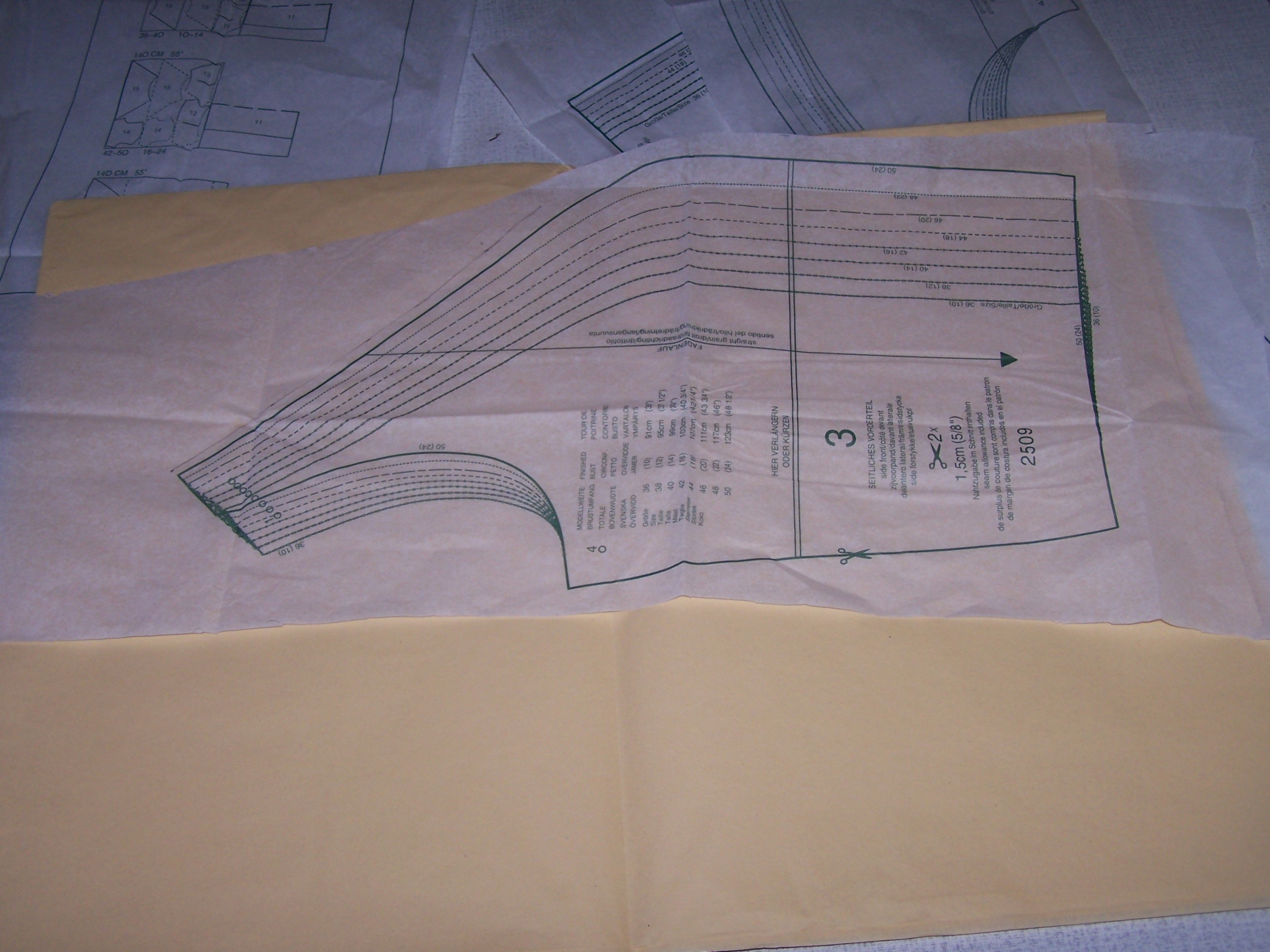
自家裁縫用のドレスの型紙

洋服などの裁断生地の平面形状を示し、なぞって布に写すための原寸図を、「型紙」またはパターン（英: sewing pattern）という。
型紙上の線を布に写すには、いくつか方法があるが、たとえば「チャコペーパー」などと呼ばれる複写紙（カーボン紙）と布と型紙を重ねて、型紙上の線をルレット（やヘラや鉄筆など）でなぞるなどして行う。
既存の型紙の入手方法はさまざまあり、手芸店で販売されているものもあり（、書店や図書館などに並ぶ洋服づくりの本などの巻末などに掲載されている場合もある。また近年ではPDF形式でダウンロード販売するネットショップも散見される。子供服ではA3サイズ、小物ではA4サイズが多く、プリンターで用紙に印刷し、貼りあわせることでひとつの大きな型紙を作ることができるようになっている。

### 型紙の作成
型紙を作成する者および職業は「パタンナー（英: pattern maker）」と呼ぶ。
型紙の作成方法には、立体裁断と平面作図の二つがある。必要な強度や透過度などに合わせ、紙ないしそれに類する素材で作られる。
型紙には布目（布地の織り方向）や縫い代など裁断に必要な指示のほか、縫製に関する事項も記載される。たとえばタックの位置とその倒す方向、ポケットの位置やボタンホールの位置と長さ、ステッチの種類などである。

### 型紙の種類
ファーストパターン
デザインに基づき最初に作る型紙。見本縫いに使用される。
工業用パターン
量産用の型紙。具体的な縫製方法などに合わせてファーストパターンを修正したもの。
原型
作図の基礎となる型紙。婦人原型・男子原型・子供原型、服種別のシルエット原型などがある。作図が容易で、一般的な体型に適合し、多数のシルエットに展開しやすいことが求められる。
有り型
既製・定型の型紙を指す俗称。アパレルブランドやメーカーは固有の有り型を持ち、商品展開の基礎に用いている。

### 他
服飾関係の型紙は、その時代ごとの流行を示す資料ともなる。